# Tyras

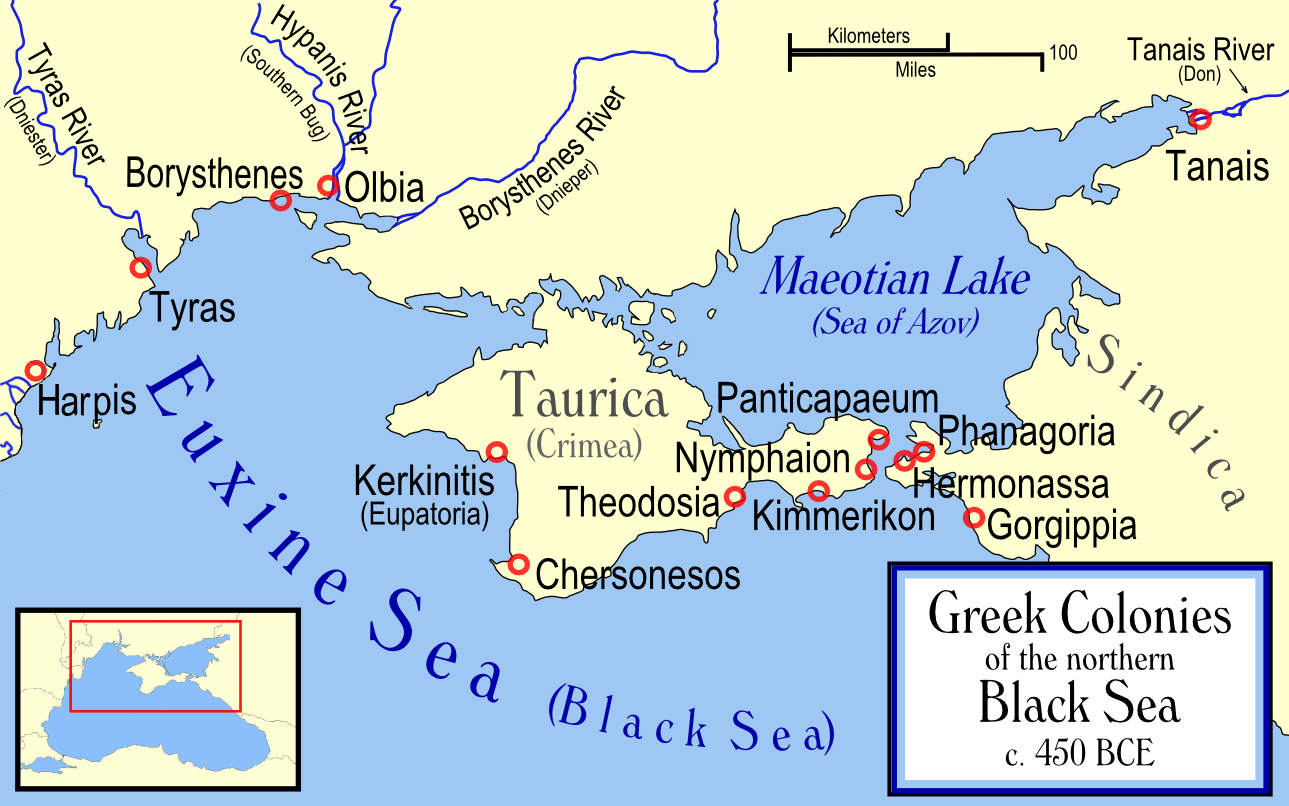
Tyras e le altre colonie greche del Mar Nero

Tyras era una colonia greca fondata dai Milesi probabilmente attorno al 600 a.C. e situata alla foce dell'omonimo fiume dell'antichità, il moderno Dnestr. Il sito corrisponde a quello in cui sorge la città ucraina di Bilhorod-Dnistrovs'kyj.

## Storia
Nel II secolo a.C. Tyras cadde sotto l'influenza di alcuni re appartenenti alle genti della Scizia grazie ai ritrovamenti archeologici di un'abbondante monetazione dell'epoca con i ritratti dei loro sovrani. Essa fu distrutta dalle genti trace dei Geti nel 50 a.C. circa. Nel 56 d.C. fu ricostruita e passò sotto il vicino impero romano e del governatore della vicina provincia di Mesia. Ai tempi di Nerone a Tyras fu stazionata una piccola flotta romana della Classis Flavia Moesica.
Esiste tutta una serie di monete con la testa degli imperatori del I-III secolo, da Domiziano a Alessandro Severo. Pochi anni più tardi, attorno al 230-238 fu distrutta nel corso della invasioni barbariche del III secolo da orde di Goti, ed il suo governo passò nelle mani di cinque arconti, un senato ed un'assemblea popolare.
La tipologia delle nuove monete suggerisce un commercio di vino, pesce e frumento. I resti di Tyras e le rare iscrizioni sono state ritrovate nell'area della medievale Fortezza di Akkerman, nella città ucraina di Bilhorod-Dnistrovs'kyj.